# Eline Rausenberger
Eline Rausenberger (Antwerpen, 1944) is een Belgische kunstschilder.
Haar schilderijen zijn kleurrijke geromantiseerde weergaves van persoonlijke herinneringen, met een voorkeur voor intieme taferelen en mensenmassa’s. Haar stijl wordt als naïef omschreven.
Zij woont en werkt in Caylus in Zuid-Frankrijk.

## Biografie
Eline Rausenberger is het enig kind van Georges Rausenberger, bankbediende en kunstschilder onder het pseudoniem Georoy, en Irène Bataille, eveneens kunstschilder en docente aan de Academie van Antwerpen.

### Jeugd
Kunst was alomtegenwoordig in het artistieke gezin Rausenberger. Met haar ouders bezocht Eline in de vakantie musea in het buitenland en er waren veel vrienden uit het kunstenaarsmilieu die regelmatig over de vloer kwamen. Vanaf haar prille jeugd was Eline zelf met tekenen en schilderen bezig. Ze ontwikkelde haar eigen stijl, hierin aangemoedigd door haar ouders. Op 18-jarige leeftijd kreeg ze een duo-tentoonstelling met haar moeder in de Antwerpse galerie Breckpot. Hoewel Irène Bataille zelf les gaf aan de academie, raadde ze haar dochter af om kunstonderwijs te volgen, omdat dit een negatieve invloed zou kunnen hebben op haar spontaniteit, die ze toen reeds in haar werken vertoonde. Hierdoor wordt Eline Rausenberg als autodidact beschreven. Haar succes volgde snel.

### Antwerpen
Eline Rausenberger ging in 1963 kunstgeschiedenis studeren aan de Gentse universiteit, maar brak deze studie al na zes maanden af bij gebrek aan interesse. In die periode leerde ze haar toekomstige echtgenoot Jacques Vandewalle kennen, eveneens kunstschilder en tevens expert bij veilinghuizen. In 1964 trouwden ze, in 1965 werd hun enig kind Pascal geboren. In datzelfde jaar ging het gezin in een huis van het Antwerpse begijnhof in de buurt van de Ossenmarkt wonen, waar ze tot 1987 zouden blijven. Dit huis en de omgeving waren een inspiratiebron voor veel van haar intieme werken.
Het echtpaar was bekend in de Antwerpse kunstenaarsscène, met vrienden als Wout Vercammen en Fred Bervoets. In haar werken zijn taferelen te zien van het Antwerpse uitgaansleven en Antwerpse massataferelen zoals de Ommegangd op de Meir. Ze was een veel gevraagde kunstenaar voor tentoonstellingen en haar werk kreeg ruime aandacht en werd opgenomen in verschillende particuliere collecties.

### Reizen
Belangrijk voor het oeuvre van Eline Rausenbergh zijn de vele reizen die ze met haar echtgenoot maakte. Het verblijf van een jaar in het artistieke milieu van Parijs en de regelmatige bezoeken aan Amsterdam, waar Jacques Vandewalle expert was voor de veilinghuizen Christie's en Sotheby's, waren aanleiding tot vele schilderijen die de levenslust van die tijd weergaven. Daarnaast waren er verre reizen naar Martinique en Guadeloupe en vooral een aantal reizen naar India, die een inspiratiebron waren voor kleurrijke exotische taferelen en straatscènes.

### Caylus
Rond 1987 verhuisde het echtpaar naar Caylus in Frankrijk, een middeleeuws dorpje in de buurt van Montauban, waar ze een historisch huis konden kopen dat Jacques Van de Walle volledig restaureerde en uitbreidde. Jacques Van de Walle opende er een kunstgalerie. Beiden echtgenoten bleven er schilderen en namen regelmatig deel aan tentoonstellingen, met een retrospectieve voor Eline Rausenberger in 2007 in de Espace Zadkine-Prax in Caylus als sluitstuk.  In 2008 schilderde ze "A dream of a peaceful demonstration", een herinnering aan een vredesdemonstratie in Parijs. Ook haar moeder, Iréne Bataille, die in 1983 weduwe was geworden, verhuisde mee naar Caylus, waar ze in 2012 overleed.

### Sofie Van de Velde
Na haar verhuizing naar Frankrijk raakte Eline Rausenberg in België in de vergetelheid. Haar laatste tentoonstelling was in 1997. In Frankrijk bleef ze sporadisch tentoonstellen tot 2007.
Vanaf 2010 was het voor Eline door een fysische beperking niet langer mogelijk om te schilderen. In 2015 stierf hun zoon Pascal, de vader van hun kleinkinderen, op 50-jarige leeftijd.
Bij een inventarisatie van een private kunstcollectie kwam haar werk onder de aandacht van de galeriehoudster Sofie Van de Velde. Zij was onder de indruk van de kwaliteit en zocht haar in 2023 in Caylus.. Rausenberger kreeg van februari tot maart 2024 een solotentoonstelling "Où est Aline" in haar galerie.

### Onderscheidingen
In 1965 won Eline Rausenberger de Eerste Prijs voor Gouache georganiseerd door de Nationale Bank van België, in 1971 de Eerste Prijs van de Vlaamse schilderkunst voor het werk 'Betoging te Parijs' en in 1975 de Medaille van de Europese schilderkunst voor haar schilderij "de Ommegang op de Meir". In 1970 kreeg ze samen met haar echtgenoot een staatsbeurs voor een verblijf van een jaar in de Cité internationale des Arts in Parijs.

### Publicaties en collecties
Haar werk is onder andere opgenomen in het overzicht "De naïeve kunst" in Vlaanderen, in de catalogus "L’art de ne pas savoir peindre" van Walden Art Stories, de verzameling affiches van de provincie Antwerpen, in het Centrum voor Volwassenonderwijs Noord-Limburg en in verschillende private collecties.

## Stijl en oeuvre
Gedurende heel haar leven schilderde Eline Rausenberger uit haar geheugen taferelen die ze in haar leven meegemaakt had. Dit waren naast de huiselijke taferelen, zoals in en rond de woning in het Antwerpse begijnhof, vooral massagebeurtenissen die de tijdgeest van de jaren 60 en 70 van de 20e eeuw weergeven, met herinneringen aan haar verblijf in Parijs, haar bezoeken aan Amsterdam waar haar man voor de veilinghuizen Christie's en Sotheby's werkte, en vooral het Antwerpse uitgangsleven met straatfeesten en cafétaferelen, de Sinksenfoor. Daarnaast geeft ze uitdrukking aan het gevoel van vrijheid en blijheid uit de jaren 60 en 70 met paardenraces, markten, feesten, manifestaties en muziekoptredens. Het personage dat Eline zelf voorstelt, draagt meestal een gestreepte jurk of trui. Later werden de herinneringen aan haar verre reizen, vooral Indië, een belangrijk deel van haar oeuvre.
Ze beeldt haar herinneringen af in een geromantiseerde versie, met precisie en oog voor detail. De sfeer staat centraal. Haar werken zijn zeer kleurrijk, ze bevatten soms tientallen kleine uitgewerkte figuren. Ze werkt uitsluitend met gouache en temperaverf. Ze houdt geen rekening met de regels van de klassieke schilderkunst, waardoor haar stijl soms naïef’ genoemd wordt en haar werken meerdere malen deel uitmaakten van tentoonstellingen rond naïeve kunst.